# ABC Warriors
A.B.C. Warriors est une série de comics britannique périodique écrite par Pat Mills, qui parut pour la première fois en 1979 dans le numéro #119 de la revue 2000 AD. Les premiers épisodes sont dessinés par Kevin O’Neill, Mike McMahon, Brett Ewins et Brendan McCarthy – qui créa le design des 7 premiers robots de l'équipe.

## Synopsis
Les A.B.C. Warriors sont des robots conçus pour résister à la guerre nucléaire, biologique et chimique. Ils ont été construits pour prendre part à la Volgan War, que Pat Mills avait décrit plusieurs fois dans des épisodes précédents de 2000 AD (Invasion! et Ro-Busters). Chaque robot a une personnalité bien distincte – souvent programmée par les créateurs – mais chacun est plus ou moins en mesure d'agir selon son libre arbitre.

## Publications françaises
Aux éditions Zenda
1. Les Guerriers du Khaos (1993)
2. La 7e Tête (1993)
3. Le Retour des guerriers (1994)
4. Raspatan (1995)
5. Hammerstein (1997)

Aux éditions Soleil
1. La Guerre Volgan T1 (2010)
2. La Guerre Volgan T2 (2010)
3. La Guerre Volgan T3 (2011)